# Le Courrier de l’Ouest
Le Courrier de l’Ouest – francuski dziennik wydawany w departamentach Maine i Loara oraz Deux-Sèvres.
Dziennik wraz z innymi gazetami, Le Maine libre oraz Presse-Océan, tworzą korporację medialną Groupe Ouest-France, która zrzesza lokalne dzienniki wydawane w zachodniej części kraju.
Siedziba dziennika znajduje się w mieście Angers, a dzienny nakład gazety wynosi ponad 100 000 egzemplarzy.

## Historia nakładu
Nakład dziennika Le Courrier de l’Ouest na przestrzeni ostatnich lat:
| Rok    | 2001   | 2002   | 2003   | 2004   | 2005   | 2006   | 2007   |
| ------ | ------ | ------ | ------ | ------ | ------ | ------ | ------ |
| Nakład | 99 636 | 97 736 | 97 238 | 97 120 | 97 361 | 98 139 | 99 534 |